# Stane Runko
Stane Runko, slovenski partizan, častnik in obveščevalec, * 1917, † 1988.
Runko je leta 1941 vstopil v NOG in kmalu postal pripadnik Vosa. Po vojni je deloval kot pripadnik Ozne, Udbe in Sekretariata za notranje zadeve Slovenije.